# Ivan Taranov
Ivan Nikolaevič Taranov (in russo Иван Николаевич Таранов?; Tomsk, 22 giugno 1986) è un ex calciatore russo, di ruolo difensore.

## Palmarès

### Club

#### Competizioni nazionali
- Campionato russo: 2

CSKA Mosca: 2005, 2006,
- Coppa di Russia: 1

CSKA Mosca: 2005-2006
- Supercoppa di Russia: 2

CSKA Mosca: 2006, 2007